# Deborah Ann Poole
Deborah Ann Poole (* 13. Dezember 1952) ist eine US-amerikanische Professorin für Anthropologie und Autorin. Sie lehrt an der Johns Hopkins University.
1990 war sie Assistant Professor an der Graduate Faculty of Political and Social Science, The New School for Social Research, New York.

## Veröffentlichungen
- Ritual-Economic Calendars in Paruro: The Structure of Representation in Andean Ethnography. Ph. D. dissertation, 1984, Department of Anthropology, University of Illinois, Urbana. Quispe M., Ulpiano 1969 La Herranza
- economic relations and ritual, symbolic and visual anthropology. Illinois, 1984
- Accommodation and Resistance in Andean Ritual Dance
- A companion to Latin American anthropology
- Accommodation and Resistance in Andean Ritual Dance. In: The Drama Review, 34, 2,98-126
- Unruly Order: Violence, Power, and Cultural Identity in the High Provinces of Southern Peru. Boulder
- Vision, Race and Modernity: A Visual Economy of the Andean Image World. Princeton University Press, Princeton NJ 1997. worldcat.org id.loc.gov